# باي إيون هاي
باي إيون هاي (الكورية: 배은혜) (من مواليد 21 أغسطس 1982) عضوة في فريق الجودو الكوري الجنوبي وحائزة على الميدالية الفضية في دورة الألعاب الآسيوية 2006 بالدوحة لحدث الجودو وزن 70 كغم.

## روابط خارجية
- باي إيون هاي على موقع JudoInside.com (الإنجليزية)